# Flapper

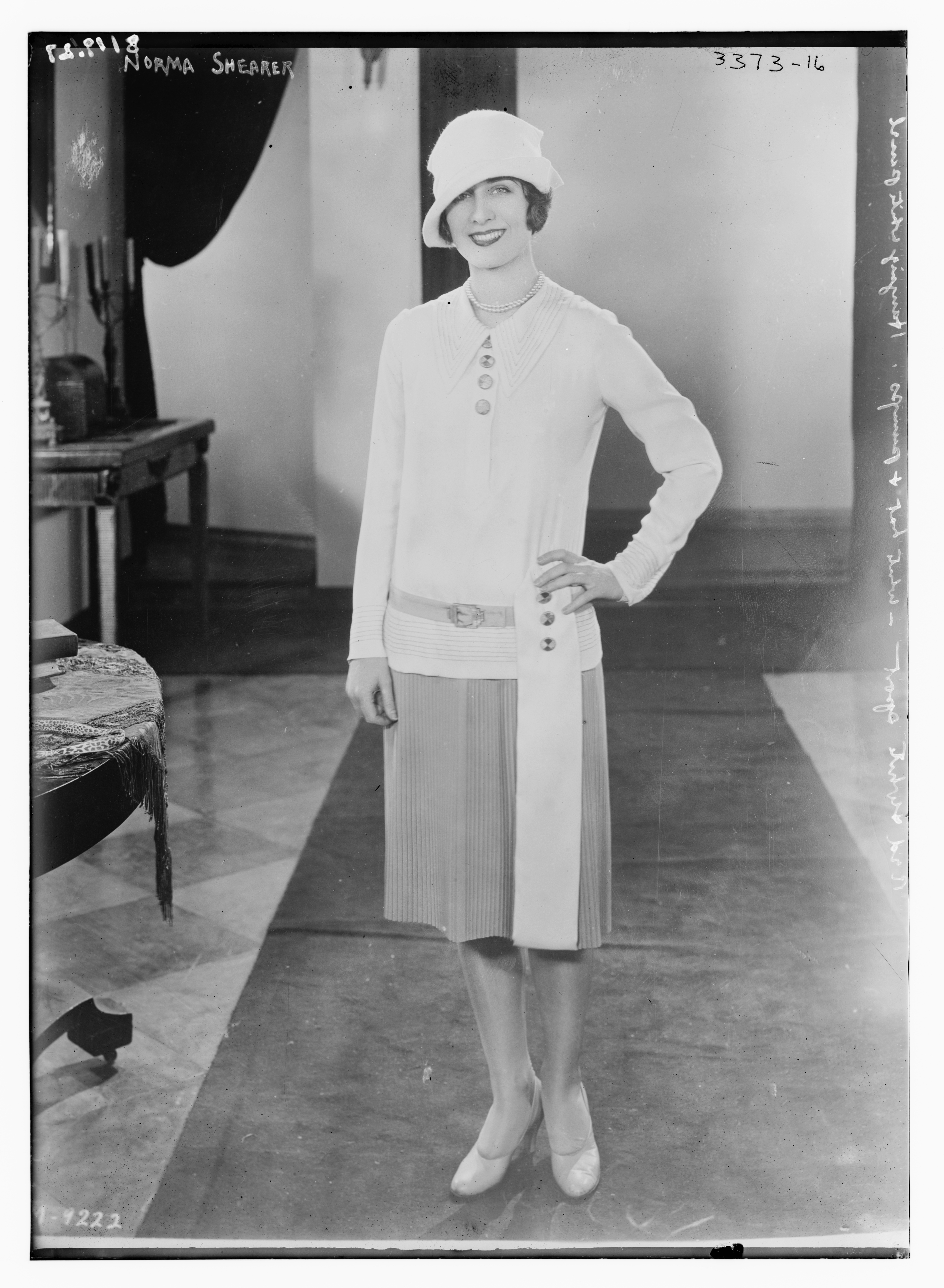
Norma Shearer v krátkých šatech

Flapper (takzvaná ptáčata) označuje moderní dívku dvacátých let 20. století. Ženu nové doby, noblesní, samostatnou, s krátkými vlasy, která nepotřebuje mužskou podporu, kouří a pije. Možná i ženu lehkých mravů. Ženu toužící veřejně prezentovat svoji sexualitu. Výraz flapper měl své kořeny v liberálním období bouřlivých dvacátých let, v sociálních i politických turbulencích a ve zvýšené transatlantické kulturní výměně, jež následovala po konci první světové války, stejně jako export americké jazzové kultury do Evropy.

## Etymologie
Slangové slovo flapper, popisující mladou ženu, mělo původně odkazovat na třepotání křídel ptáčete, které se učí létat. Z toho vznikl i český překlad – ptáče. Nicméně může pocházet ze severní Anglie, kde výraz flapper označoval dospívající dívku, případně ještě ve starším, původním slova smyslu prostitutku. Je známo, že již v roce 1631 byl tento výraz používán jako označení pro velmi mladou prostitutku. Až do roku 1890 byl pak tento výraz používán v Anglii v obecnějším a méně hanlivém smyslu pro jakoukoli živější dospívající dívku. V tisku se toto slovo objevilo poprvé ve Velké Británii v roce 1903. V roce 1907 anglický herec George Graves popsal Američanům flapper jako divadelní slangový výraz pro akrobatické mladé ženské scénické umělce. Do roku 1920 se stal tento termín v plném smyslu životním stylem tehdejší mladé generace. Ztělesňovala ho móda mezi dospívajícími dívkami. Dr. R. Murray-Leslie ve své přednášce o nadbytku mladých žen, který způsobily ztráty mladých mužů ve válce, kritizoval tento způsob života, říkal o něm: „Typ sociální motýl. Frivolní dívky, spoře oděné, poslouchající jazz. Nezodpovědné a neukázněné, jimž jsou tanec, nový klobouk nebo muž s autem přednější než osud národů.“ V polovině třicátých let začal být termín flapper v Británii spojován s minulostí. V roce 1936 ho noviny The Times označily jako zastaralý slangový výraz.

## Historie
Styl flapper se dostal do popředí po první světové válce. V této době si ženy začaly stahovat hruď spodním prádlem, aby zeštíhlily svou siluetu, neboť tento styl velebil chlapeckou postavu s plochou hrudí, kde vynikaly rovné šaty se sníženým pasem. Ženy držely drastické diety a usilovně cvičily, aby se přiblížily ideálu preadolescentního těla. Ženy posílily své postavení během války téměř ve všech odvětvích průmyslu, není proto divu, že získaly vliv i v oblasti médií. V poválečné době ohromně narostla obliba ženského tisku. Právě díky tomu se na stránkách časopisů, zejména Vogue nebo Ladies’ Home Journal, začal vytvářet ženský ideál 20. let. Vznikl nový typ nekonvenčních žen: velmi femininní, lehkomyslná, bezstarostná a samostatná dívka, která je zblázněná do tance a filmu. Tzv. flapper (ptáče), jak byl tento typ mladých žen označován i v celobritských denících, zosobňoval lehčí morálku poválečných let. Ženská emancipace této doby spočívala podle časopisů ve společenském vyžití. Politický boj za ženská práva byl považován za záležitost nemoderních starých panen – feministek. Mezi feministkami a flappers nové generace se vytvořila nepřekročitelná propast. Ptáčata měla ovšem více nepřátel než jen v řadách starších feministek. Z pohledu mužů nebyla angažovanost žen ve společenském životě, jak je propagovala média, vítána, ba dokonce vyvolávala odpor. Ve 20. a 30. letech se objevily ženy-dobrodružky, které vystoupily na Kilimandžáro, přeplavaly kanál La Manche nebo pilotovaly letadla, tedy narušily typicky mužskou doménu, což jim nemohlo být odpuštěno. Zejména v tisku, jejž vedli muži, se slovo flapper brzy stalo hanlivým označením pro nemorálnost tehdejších žen. Rovněž velmi mnoho antifeministek volalo společně s muži po návratu do původního, předválečného stavu – požadovali vrátit roli ženy na správné místo: muži musí dostat nazpět svá ztracená pracovní místa a ženy zasvětit své životy péči o jejich domov. To ovšem ztěžovala fakta a výrazný rys poválečné doby, nedostatek mužů. Nevyhnutelně proto nastala situace, že si ženy stanovovaly kritéria pro výběr manžela, docházelo k rozvoji metod zabraňujících početí a mladé ženy byly sexuálně svobodnější. Tato svoboda i určitá uvolněnost poválečných let však netrvala dlouho, nepřežila hospodářskou krizi a brzy „nabrala zpátečku“ (backlash) v podobě ideologie kultu domácnosti.

## Chování
Chování flappers bylo považováno ve své době za výstřední. Někdo se domnívá, že termín flapper jako označení pro jednu fázi života se dostal do Anglie z Německa. V Německu byly dospívající dívky nazývány Backfisch, v překladu mladé rybky, dosud nedostatečně velké, aby se mohly prodávat na trhu. Tento pojem byl v Anglii znám, ale byl chápán jako dívka cudná, sociálního typu, oproti tomu flappers byly dívky typicky vzpurné a vzdorující konvencím. Byly to nezávislé mladé ženy, které chodily v noci do jazzových klubů, kde provokovaly svým chováním, tancem, kouřily a veřejně pily alkohol, čímž vzdorovaly americké prohibici. Byly aktivní, sportovně založené, řídily auta a přebíraly na sebe mnoho mužských aktivit. V době flappers se vyvinul nový, šokující taneční styl – charleston.

## Vzhled

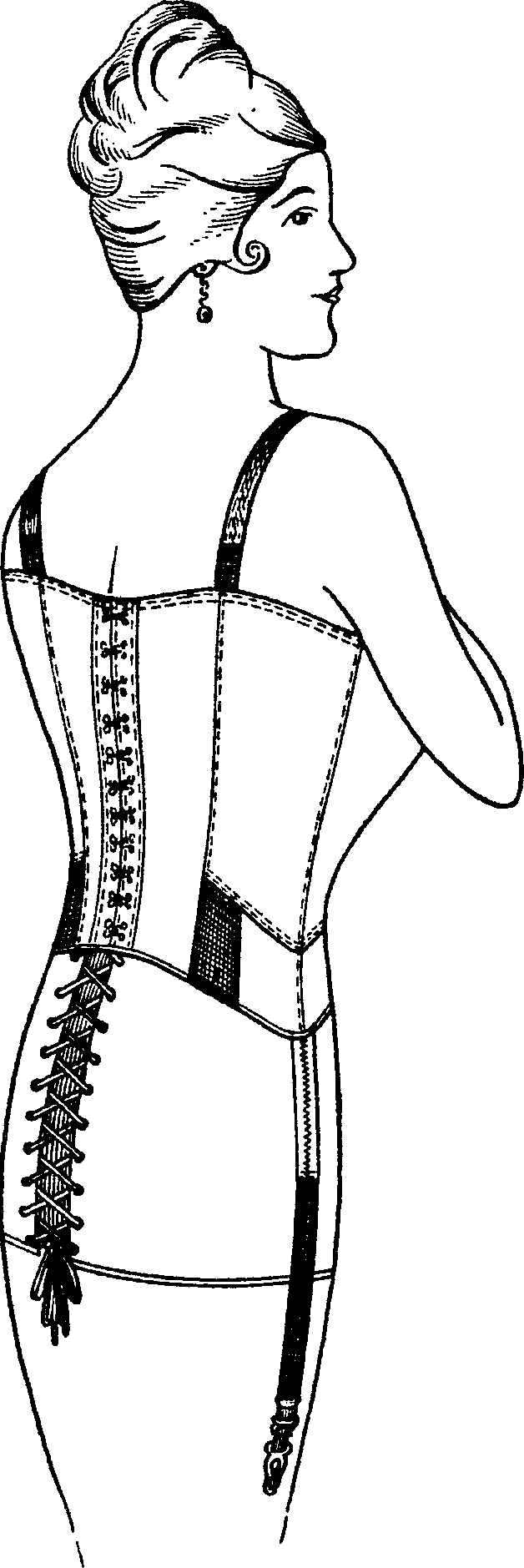
Flapper korzet

Kromě neuctivého chování byly flappers známé také pro svůj styl, jenž z velké části vznikl jako důsledek francouzské módy, kterou propagovala Coco Chanel. Propagovala styl Garçonne (ve francouzštině „chlapec“ s ženskou příponou), z toho čerpal také flapper: vypadat mladě, chlapecky, krátké vlasy, zploštělá prsa a rovný pas. Ze šatníku odstranil korzet, zvedl sukně a šaty. Kalhoty byly upozaděny, dokonce se málokdy na postavě objevily. Díky zkracujícímu stylu se popularizovaly i krátké sestřihy vlasů, zejména sestřih „Bob“. V úzce vymezené době flappers zářily herečky Olive Borden, Olive Thomas, Dorothy Mackaill a Colleen Moore. Od počátku 1920 se flappers jako módní ikona začaly objevovat nejen v časopisech, ale i v novinových komiksech, například v Blondie.

### Oblečení
Flapper šaty byly rovné a volné, měly holá ramena a projmutí pasu k bokům. Původní délka se zkrátila a sukně dosahovala dokonce jen těsně pod kolena. Nezanedbatelným doplňkem byly hedvábné punčochy a podvazky. Některé flappers používaly výstřední zdobení a kolena si zdobily rtěnkou. Do módy přišly vysoké podpatky s výškou 5–8 cm.

### Spodní prádlo
Flappers se zbavily korzetů, které zdůrazňovaly ženské křivky, zato začaly používat nový, měkčí a pružnější typ korzetu, jenž měl postavu narovnat a zbavit siluetu oblých boků a plných poprsí. Nedostatek křivek umocňoval chlapecký vzhled. Další možností a novým typem prádla, vynalezeným přímo pro tento módní styl, byly stahovací podprsenky. Tento typ podprsenky stáhl ňadra dozadu a zploštil tak hrudní koš. Velká prsa byla v té době již běžně považována za zvláštnost, proto si flappers podprsenka našla rychle místo i v šatníku normálních dívek a žen.

### Kosmetika, vlasy a příslušenství
Flappers používaly ve srovnání s tím, co bylo dříve považováno za přijatelné, silné vrstvy make-upu. V módě byla objevena rtěnka a možnosti její barevné škály byly na tehdejší poměry až neuvěřitelné. Nejoblíbenější byly přesto odstíny rudé a hnědé. Původní bledou pleť, která se dlouho považovala za nejatraktivnější, vystřídala pleť opálená. Populárnost snědé pokožky stoupla, když se Coco Chanel předvedla opálená po dovolené. To se stalo symbolem volného času žen bez tíživé nutnosti pracovat. Ženy chtěly vypadat celkově v dobré kondici a především zdravě, mladě. Významným a často výrazným prvkem každé flapper ženy byly klobouky. Šperky se obvykle skládaly z art deco kousků, a to zejména z mnoha vrstev korálkových náhrdelníků. Prsteny, brože a brýle s umělohmotnými obroučkami byly také velice populární.

## Sémiotikaflapperu
Flapper byl extrémním projevem změny životního stylu amerických žen, která se neprojevovala jen v ošacení. Změny v módě byly interpretovány jako příznaky hlubších proměn amerického ženského ideálu. Krátké sukně a ostříhané vlasy byly použity jako symbol emancipace. Znaky morální revoluce sestávaly z předmanželského sexu, z pití alkoholu a z opovrhování staršími hodnotami. Ženy začaly být vulgární, používaly antikoncepci a zvedly sukně nad kolena. Začaly být soutěživější a dravější v tehdejším obchodním světě mužů. Sexuálně a ekonomicky svobodná moderní žena z roku 1920 byla nezávislým myslitelem a postrachem mnoha mužů prahnoucích po spořádané domácnosti, protože mravnost a tradiční pojetí role mužů a žen byly ignorovány. Flappers odmítaly tradiční morální kodex, staly se více asertivními a byly méně ochotné udržovat domácnost.